# Alfred Kaiser
Alfred Kaiser est un footballeur français né le 6 juin 1947 à Schirrhein (Bas-Rhin). 
Il a joué comme attaquant à Lens. Il a été finaliste de la Coupe de France avec ce club en 1975. 

## Carrière
| Année   | Club         | Pays                 |
| ------- | ------------ | -------------------- |
| 1966-67 | Constance    | Allemagne de l'Ouest |
| 1967-68 | Tuttlingen   | Allemagne de l'Ouest |
| 1968-73 | Patro Eisden | Belgique             |
| 1973-74 | KFC Diest    | Belgique             |
| 1974-75 | RC Lens      | France               |
| 1975-76 | RC Lens      | France               |
| 1976-77 | RC Lens      | France               |
| 1977-78 | Paris FC     | France               |
| 1978-79 | Haguenau     | France               |
| 1979-83 | FCO Neudorf  | France               |

## Palmarès
- Finaliste de la Coupe de France 1975 avec le RC Lens
- Vice-Champion de France avec le RC Lens lors de la saison 1976-1977